# Cuamecaco
Cuamecaco är en ort i Mexiko.   Den ligger i kommunen San Felipe Orizatlán och delstaten Hidalgo, i den sydöstra delen av landet, 210 km norr om huvudstaden Mexico City. Cuamecaco ligger 133 meter över havet och antalet invånare är 341.
Terrängen runt Cuamecaco är platt norrut, men söderut är den kuperad. Runt Cuamecaco är det ganska tätbefolkat, med 129 invånare per kvadratkilometer. Närmaste större samhälle är Huejutla de Reyes, 18,9 km sydost om Cuamecaco. Omgivningarna runt Cuamecaco är en mosaik av jordbruksmark och naturlig växtlighet.